# -どこでもいっしょ- レッツ学校!トレーニング編
『－どこでもいっしょ－ レッツ学校! トレーニング編』は、2007年12月20日よりPlayStation Storeで発売されたPlayStation Portable用のソフト。どこでもいっしょシリーズの作品である。

## 概要
2006年に発売された『-どこでもいっしょ- レッツ学校!』に収録されている部活動（ミニゲーム）を「トレーニング」としてクローズアップした作品。
レッツ学校では1日が授業3限+部活動という構成で1年間を過ごしたが、トレーニング編では1日の3限が全てトレーニングで構成されている。
トレーニングの成績は100点満点で評価され、目標点数である平均60点を下回ると不合格となり次の日に進めない。合格するとコスプレや写真を入手することができる。
レッツ学校本編のセーブデータを継承することも可能で、レッツ学校本編で覚えさせたコトバメモを引き継ぐことができる。

## トレーニング
レッツ学校本編にもあった「コトバをおしえる」「しりとり」「瞬間きおく」「日本地図」「まちがい探し」「ドラマdeきおく術」などの他に新たに「逆太陽系惑星」「逆 十二支」などのトレーニングが追加され、合計40種類以上のミニゲームが収録されている。一度プレイしたトレーニングはメニューの「トレーニング」でいつでもプレイできる。
なお、点数はハイスコアとして記録されるようになった。
コスプレはいつでもできるようになったが、レッツ学校本編のような特殊な効果は無い。